# Челябинские строительно-дорожные машины
«Челя́бинские строи́тельно-доро́жные маши́ны» (ранее — Челябинский завод дорожных машин имени Д. В. Колющенко (ЧЗК), механический завод, плужный завод) — машиностроительное предприятие, выпускающее дорожно-строительную технику: бульдозеры, скреперы, автогрейдеры.

## История

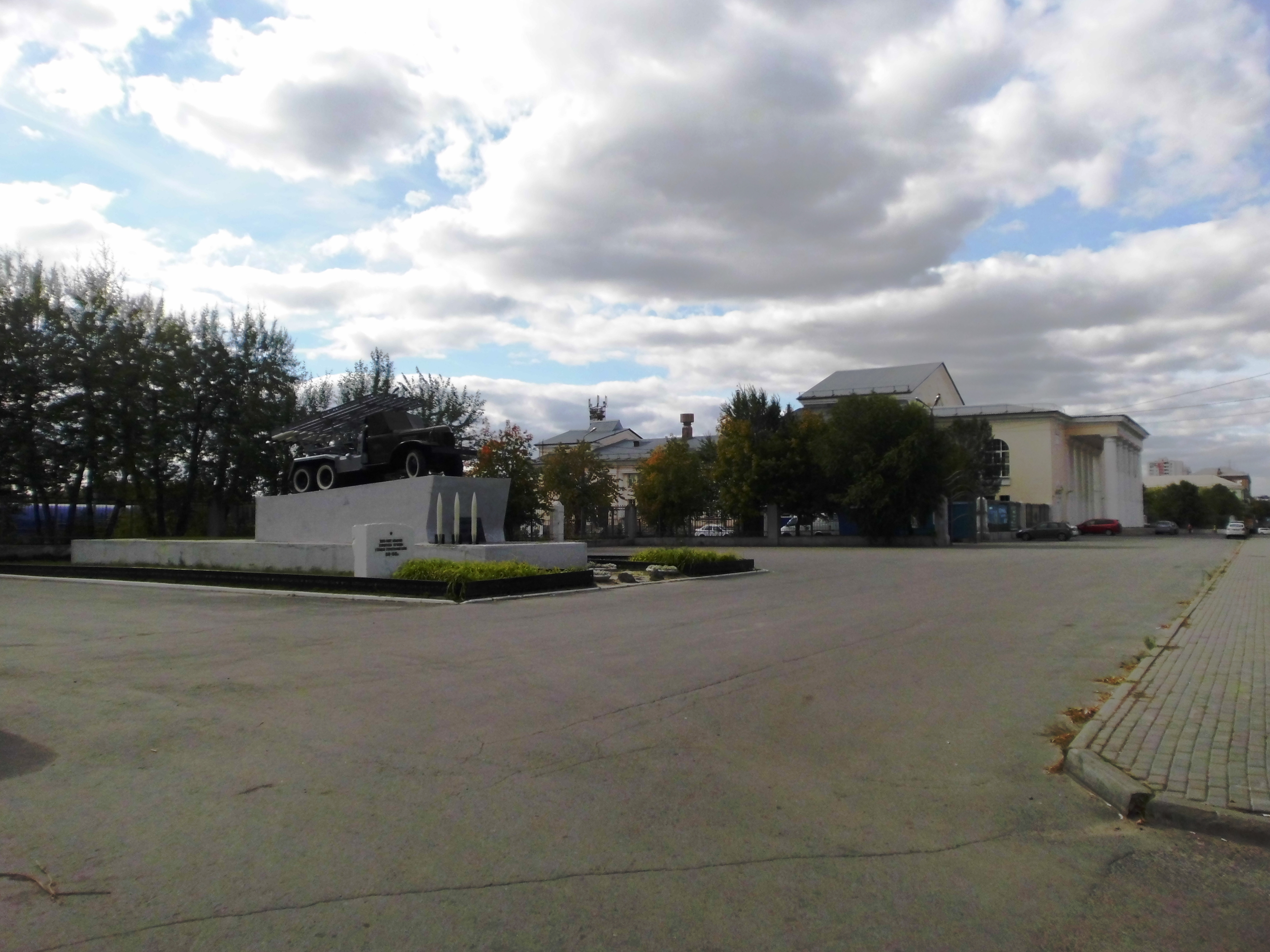
Памятник «Катюша» (1975 г.) на фоне ДК «Колющенко» возле завода

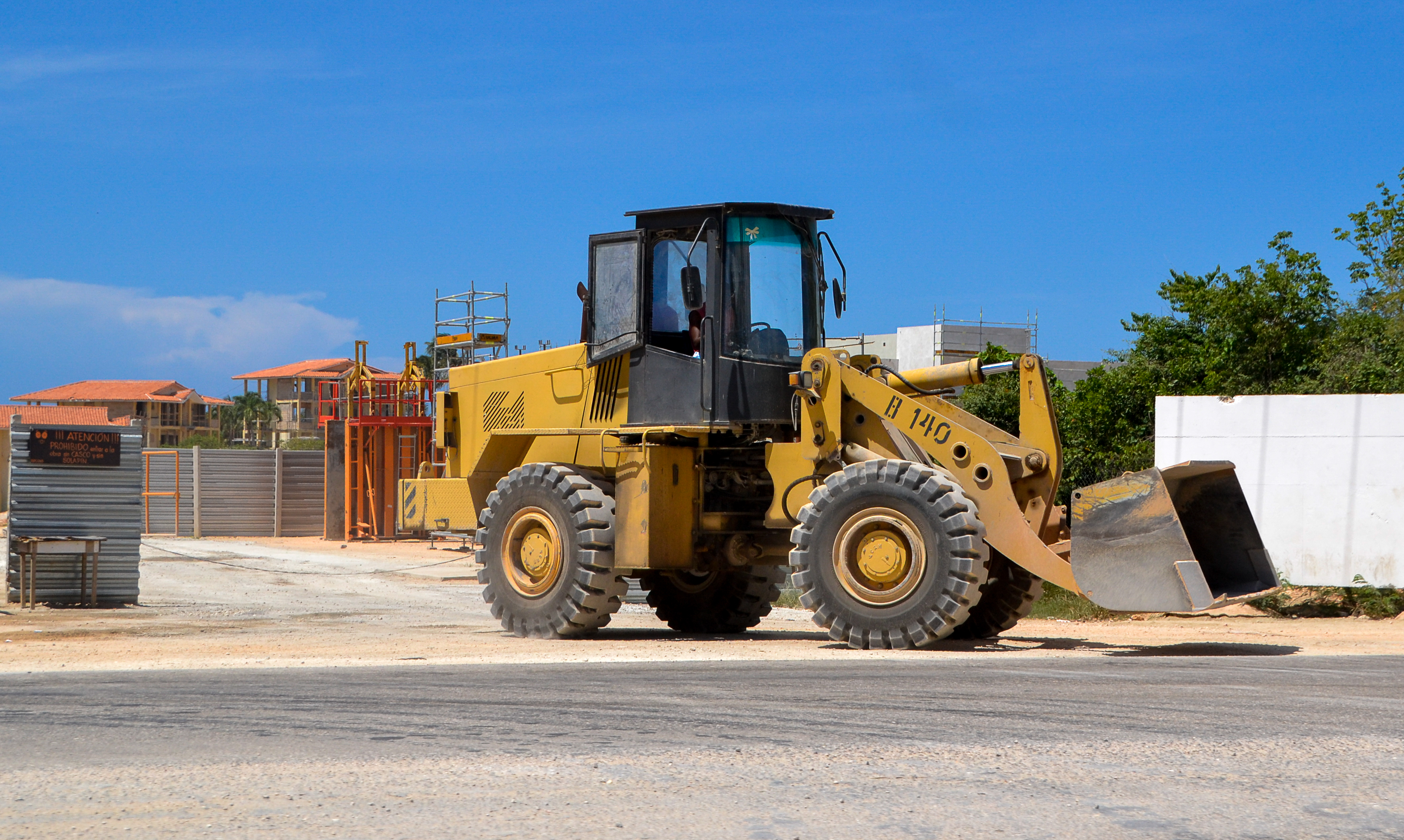
Погрузчик ЧСДМ B-140 на Кубе

Один из старейших машиностроительных заводов России, первый завод города Челябинска, ведёт свою историю с 1898 года как механический завод «В. Г. Столль и К°». Был построен возле открытой в 1892 году железнодорожной станции города на месте торгового склада земледельческих машин и орудий «В. Г. Столль и К°» из г. Воронежа. Является первым заводом на Урале и в Сибири выпускавшим сельскохозяйственные орудия и технику.
В период Великой Отечественной войны предприятие (завод № 701 Наркомата миномётного вооружения СССР) перешло на выпуск военной продукции. Выпускались глубинные бомбы, 122-мм мины, 152-мм снаряды, ФАБ-250. Именно здесь производились реактивные снаряды для реактивных установок залпового огня БМ-13 «Катюша», а после эвакуации в Челябинск завода «Компрессор» и сами установки. Также, были на завод эвакуированы Херсонский завод им. Г. И. Петровского и часть Сумского завода им. М. В. Фрунзе. Комплектующие и боеприпасы для БМ-13 производились и на других заводах города, в частности на заводе № 78 (Станкомаш).
После войны завод перепрофилировался на выпуск дорожно-строительной техники. В 2005 году на «ЧСДМ» (бывший завод им. Колющенко) освоено производство фронтальных погрузчиков. Сегодня предприятие специализируется на производстве: тяжелых автогрейдеров, фронтальных погрузчиков.
В настоящее время завод «ЧСДМ» входит в компанию ООО «ОМГ Строительно-дорожные машины».